# Халепас, Яннулис
Яннулис Халепас (греч. Γιαννούλης Χαλεπάς; 14 августа 1851, остров Тинос, Греция — 15 сентября 1938, Афины) — один из самых видных скульпторов современной Греции. Своей жизнью и творчеством между сумасшествием и триумфом стал «трагическим мифом греческой скульптуры» и занимает уникальное место в её истории.

## Биография
Халепас родился в 1851 году в селе Пиргос, на островеТинос. Согласно историкам искусства Халепас «родился скульптором»: его отец, Иоаннис, и дядя были известными резчиками по мрамору и их семейное предприятие имело отделения в Бухаресте, Смирне и в Пирее. Яннулис Халепас был старшим из 5 братьев. Способности к резьбе по мрамору у Яннулиса проявилась рано и он помогал своему отцу в его работах в церквях. Хотя родители видели его будущее в коммерции, Яннулис принял сам решение учиться на скульптора.

## Первый период
С 1869 по 1872 год, Халепас учился в Школе искусств (впоследствии Афинская школа изящных искусств) у Леонида Дросиса. В 1873 году Халепас уехал в Мюнхен, получив стипендию от Фонда Богородицы Тиноса, чтобы продолжить учёбу в Мюнхенской академии изящных искусств у Макса фон Виднманна. Во время своего пребывания в Мюнхене Халепас выставил свои работы Сказка о красавице и Сатир играющий с Эротом, за которые получил призы. Своего Сатира играющего с Эротом, вместе с барельефом Нежность, Халепас выставил на Афинской выставке в 1875 году.

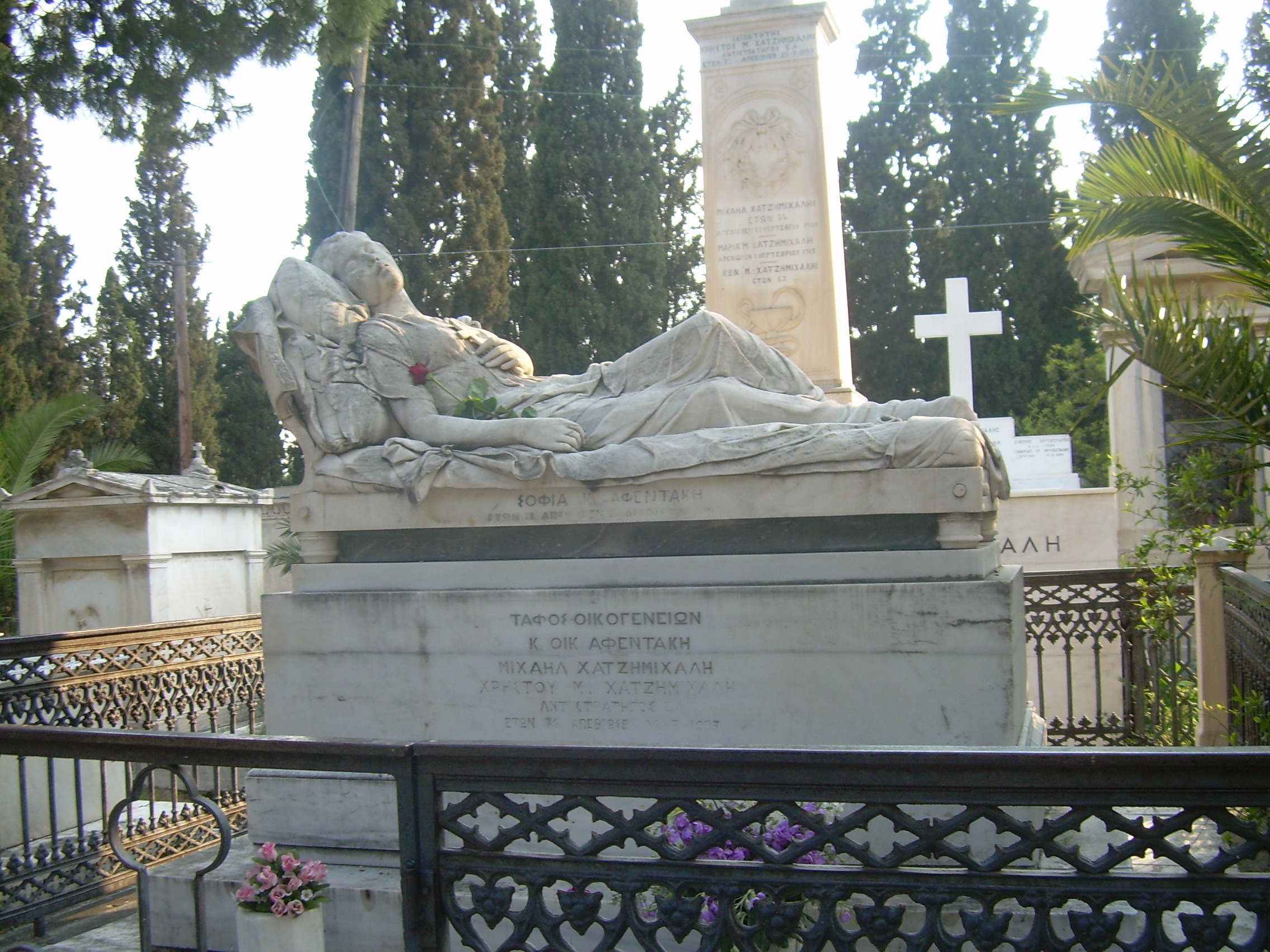
Одна из самых известных работ Халепаса, «Спящая», над могилой Софии Афендаки на Первом афинском кладбище

В 1876 году, несмотря на свои успехи, Халепас вернулся в Афины, после того как была прервана его стипендия. В Афинах Халепас открыл своё ателье. В 1877 году он завершил в мраморе Сатира играющего с Эротом, и в том же году начал работу над самой известной своей скульптурой, Спящая над могилой Софии Афендаки на Первом афинском кладбище.
В течение этого периода Халепас черпал свою тематику из древности и греческой мифологии, что соответствовало его классическому образованию. Но его «Голова сатира» (1878) была выполнена в реалистической манере.

## Период молчания
Пауза в творчестве скульптора продлилась почти 40 лет.
В зиму с 1877 на 1878 год, с Халепасом случился нервный срыв. Без никакой видимой причины. он начал разрушать свои работы, и несколько раз попытался покончить жизнь самоубийством. Сегодняшние исследователи считают что причиной его психического заболевания были прерванная учёба, его страсть и поиск совершенства, переутомление от непрерывной работы и безответная любовь к молодой землячке, которую он просил выйти за него замуж, но получал отказ от её родителей. Однако в ту эпоху, когда психология и психиатрия делали свои первые шаги, родители Халепаса и врачи не могли осознать глубинные причины психического заболевания молодого скульптора. Так родители Халепаса отправили его в Италию, чтобы он пришёл в себя, но исцеление было временным. По возвращении в Грецию симптомы повторились: погружение в молчание, уединение, бессвязная речь и беспричинный смех.
Поскольку его состояние постоянно ухудшалось, в 1888 году, врачи выставили диагноз «слабоумие» и его родственники приняли решение поместить его в Государственную психиатрическую больницу Керкиры. В психиатрической больнице, Халепас, как и все душевнобольные той эпохи, подвергся жестокому обращению: врачи и охранники либо запрещали ему рисовать и ваять, либо уничтожали всё что он создавал и прятал в своём шкафу. Из всех работ что он попытался создать в больнице, только одна работа, выкраденная одним из охранников, была заброшена в подвал учреждения, где была найдена в 1942 году.
В 1901 году умер отец Халепаса и годом позже его мать забрала его из больницы домой в Пиргос на Тиносе. На Тиносе он жил под строгим контролем своей матери, которая верила, что её сын сошёл с ума из-за искусства. По этой причине его мать не разрешала ему заняться вновь скульптурой, и всё, что он рисовал углем или ваял из глины, разрушала.
Когда умерла его мать в 1916 году, Халепас был полностью оторван от своего искусства. Жил обнищавший, пас овец и носил на себе клеймо сумасшедщего деревни. Однако он нашёл в себе силы и начал вновь заниматься скульптурой. Средства, которыми он располагал, были первобытными и провинциальная среда была враждебной для каждого помешанного, но он с упорством начал созидать, чтобы выиграть утраченное время.

## Пост-логический период
Исследователи его искусства делят этот период на 2 фазы. Первая соответствует годам его «выздоравливания» на Тиносе (1918—1930), вторая относится к последним годам его жизни (1930—1938).
В этот период ничто не напоминает его былой стиль. Он проявляет свободный и спонтанный стиль и концентрирует своё внимание на сущности композиций а не на детальной обработке поверхностей и изысканности. Оставив позади уроки Академии, скульптор испытывает свои силы, черпая из периода, который, согласно его же заявлению, он предпочитал: «до Фидия». Его фигуры становятся крепкими, внушительными, обращёнными в собственный мир. Его композиции состояли из компактных объёмов, обработанных лишь настолько чтобы подчеркнуть существенные элементы формы. Халепас изготавливал модели из глины не интересуясь о конечном и совершенном экземпляре и работая одновременно над многими темами. Он не использовал скелет чтобы тот не ограничивал его свободу.
В 1923 году, Томас Томопулос, преподаватель в Политехническом университете и поклонник искусства Халепаса, снял в гипсе копии многих из работ художника, чтобы представить их в Афинской академии в 1925 году. В результате этой выставки, Халепас был награждён в 1927 году Отличием искусств.
Его талант, но и слава сумасшедшего скульптора, пришедшего в себя, утвердили его в качестве «Ван Гога», «Родена» и «Пикассо» среди художников-новаторов. В 1928 году состоялась вторая выставка его работ в «Убежище искусств». В 1930 году, по настоянию одной из его племянниц, скульптор решил вновь обосноваться в Афинах.
Скульптор прожил свои последние годы среди своих родственников и в «всегреческой славе».
Как писал греческий писатель Миривилис Стратис «смерть застала его ваяющего пальцами свою одушевлённую глину».

## Оценки критиков искусства
Яннулис Халепас был и остаётся фигурой-корифеем в новейшем греческом искусстве. Его работы, из которых сохранились примерно 150, в основном классической манеры. То что может оценить и самый неподготовленный созерцатель скульптур Халепаса это выразительность лиц и тел; или это относится к Сатиру, или к Медее и её детям, или к молодой «Спящей».
Его мраморный «Сатир играющий с Эротом» (1877) высотой в 1,35 м находится в Национальной глиптотеке Афин. В этой своей юношеской работе Халепас сочетает традиции древней греческой скульптуры с элементами романтизма и реализма.
Однако в его работах третьего периода многие исследователи видят новатора и модерниста.
Согласно С.Апостолидису, геометричность этих работ предвосхищает модернистские тенденции.
Другие утверждают что он новатор задавленный современностью
С другой стороны, художники модернисты и критики межвоенного периода заявляли что он был пионером как Пикассо и кубистом, пытаясь обосновать свой поворот к психоанализу, сюрреализму и подобным художественным течениям через пример «выздоровевшего душевнобольного» Халепаса. Халепас стал модернистом не желая этого и не зная об этом.
Поэт и исследователь его работ З.Папантониу считает что Халепас не исцелился и из потёмков своего разума заговорил другим, единственным располагавшим, художественным языком, который по необходимости был языком примитивизма и кубизма. Завершая своё эссе о трагической попытке Халепаса выразиться, Папантониу пишет что критик делает свои заключения, а психиатр свои, и задаётся вопросом: Существует ли гений скульптора, независимый от логического гения, или как минимум мало зависимый от высших центров разума, способный к действию когда исчезает другой гений? И если да, до какого предела
?